# 東訊
東訊（Tecom）為創立於1978年的台灣公司，是東元電機子公司，是商用通訊設備的製造商，產品包括有線/無線通訊設備及光纖通訊設備等，旗下有生產光纖電纜及光通訊元件的冠德光電。
1996年8月，東元電機、東訊、中國鋼鐵與德國電信合資成立東信電訊。2002年，東訊於武漢成立武漢東訊科技。2005年9月，東訊與威寶電信合資成立威寶電通。2007年5月，東訊與威寶電信合資成立威邁思電信。

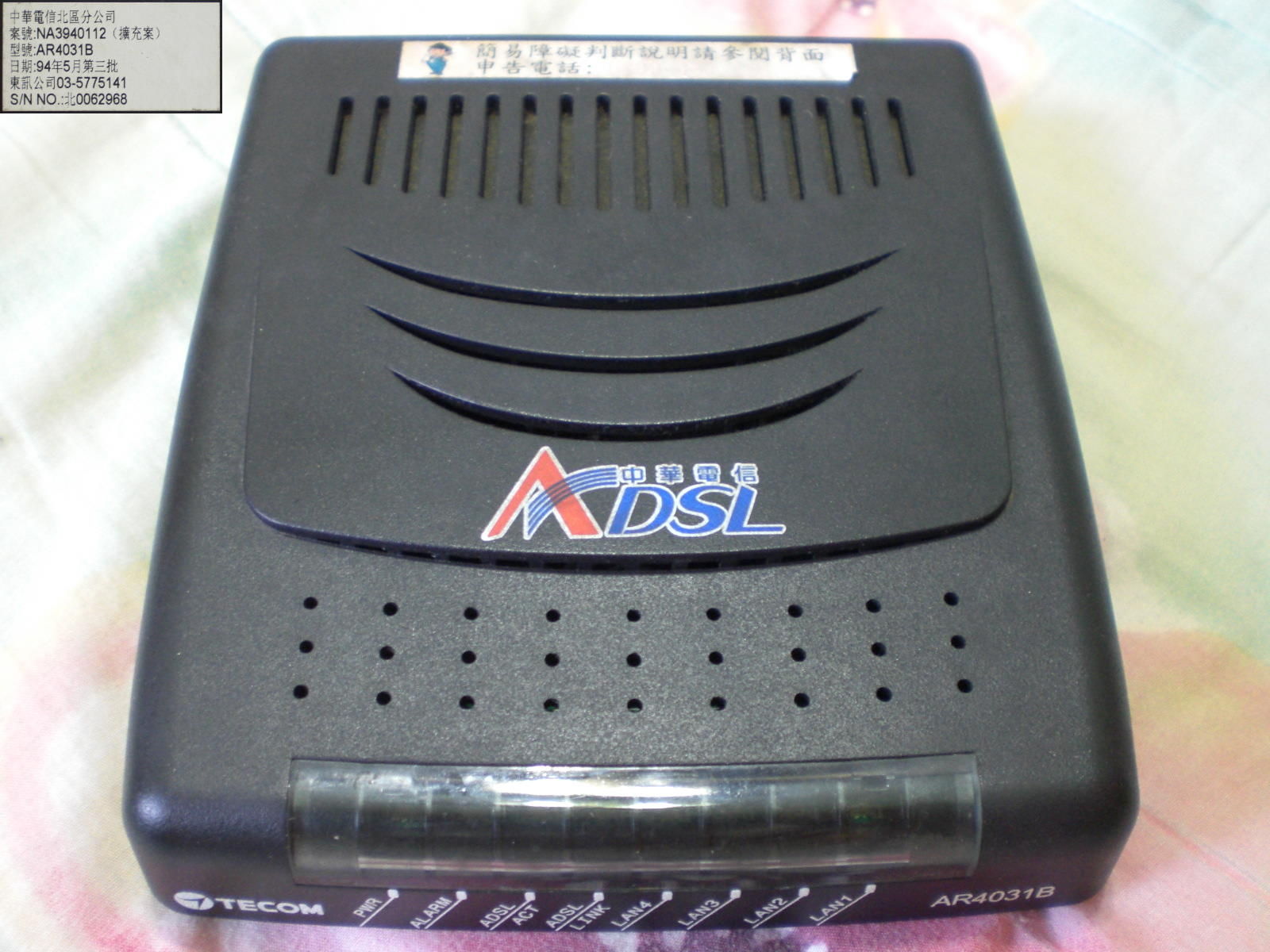
東訊製造的中華電信ADSL數據機AR4031B